# Cejkov
Cejkov (allemand : Zecke ,hongrois : Czéke) est un village de Slovaquie situé dans la région de Košice.

## Histoire
Première mention écrite du village en 1381.
La localité fut annexée par la Hongrie après le premier arbitrage de Vienne le 2 novembre 1938. En 1938, on comptait 1287 habitants dont 50 d'origine juive. Elle faisait partie du district de Sátoraljaújhely (hongrois : Sátoraljaújhelyi járás). Durant la période 1938 -1945, le nom hongrois Céke était d'usage. À la libération, la commune a été réintégrée dans la Tchécoslovaquie reconstituée.
Le village a subi une inondation le 16 mai 2010.

## Démographie

### Évolution de la population
| Année:               | 1994. | 2004.   | 2014.   | 2024.   |
| -------------------- | ----- | ------- | ------- | ------- |
| Nombre de personnes: | 1217  | 1206    | 1157    | 1127    |
| Différence:          |       | -0,90 % | -4,06 % | -2,59 % |

| Année:               | 2023. | 2024.   |
| -------------------- | ----- | ------- |
| Nombre de personnes: | 1138  | 1127    |
| Différence:          |       | -0,96 % |